# Sisauranon
Sisauranon, Sisauronon (grec moderne : Σισαυράνων), Sisaurana, ou Sarbane était une ville forteresse sassanide dans la province d'Arbayistan, située à l'est de Nisibis au bord de la plaine syrienne du nord. Il était situé près de la frontière avec l'Empire byzantin.
Sisauranon est mentionné par Procope au VIe siècle. Pour des raisons linguistiques, il est identifié avec la station de Sarbane dans la Table de Peutinger du Ve siècle et avec le site moderne de Sirvan à la frontière turco-syrienne, dont le nom dérive probablement de l'ancienne colonie . Le site est également mentionné de diverses manières comme Sarbanon (τὸ Σαρβανῶν) dans Théophane le Confesseur, Sisarbanon (τὸ Σισαρβάνων) dans Theophylact Simocatta, et Sisara dans Ammianus Marcellinus, ainsi que les variantes de Sisaurion (Σαύν), Sisabranon (Σισαβράνων), Isauranon (Ἰσαυρανῶν) dans divers manuscrits de Procope. La localité de Sambure dans la cosmographie de Ravenne peut également faire référence au même site.
Le fort se trouve sur un monticule artificiel de quelque 545 mètres de haut, peut-être datant de l'âge du bronze. En 2006, certains des murs du fort existaient encore sur le site, mais les vestiges de voies romaines signalés en 1927 semblent avoir disparu. Malgré la faible superficie des vestiges actuels, qui indiquent un petit fort, Procope appelle le site un πόλισμα, indiquant l'existence d'une petite colonie civile. 
La forteresse est passée aux mains des Sassanides en 363, et a ensuite joué un rôle dans la sauvegarde de la frontière sassanide occidentale contre l'Empire romain - byzantin. En 541, pendant la guerre du Lazisme, le général byzantin Bélisaire s'empare de la forteresse. Il en obtient la reddition facilement car la ville manque de vivres. Les habitants chrétiens sont libres de la quitter, mais les remparts sont rasés. Il capture son commandant Bleschames et sera envoyé en Italie pour participer à la guerre des Goths. Les soldats perses, soit 800 cavaliers , sont envoyés à Constantinople et certains combattirent ensuite aux côtés des Byzantins dans la guerre gothique. En 589, pendant la guerre byzantine-sassanide de 572-591, le général Comentiolus la captura à nouveau.
La forteresse romaine de Rhabdion (aujourd'hui Hatem Tai Kalesi en Turquie) est située sur la pente raide à seulement 6,5 kilomètres au nord-ouest de Sisauranon. Au XIXe siècle, il a été identifié à tort comme Sisauranon.